# Тийвере
Ти́йвере (ест. Tõivere küla) — село в Естонії, у волості Паюзі повіту Йиґевамаа.

## Населення
Чисельність населення на 31 грудня 2011 року становила 18 осіб.

## Географія
Через село проходить автошлях 164 (Лагавере — Йиекюла).